# Pinus benthamii
Pinus benthamii là một loài thực vật hạt trần trong họ Pinaceae. Loài này được Endl. mô tả khoa học đầu tiên..